# Dick Taylor (muzician)
Richard Clifford 'Dick' Taylor (n. 28 ianuarie 1943, Dartford, Anglia, Regatul Unit) este un muzician englez, fost basist în trupa The Rolling Stones la începuturile formației. A părăsit grupul pentru a deveni student la arte la colegiul Sidcup Art iar în acea perioadă a întemeiat trupa The Pretty Things în septembrie 1963. În prezent, Taylor locuiește în Insula Wight, Anglia.